# Liévin Algoet
Pour les articles homonymes, voir Algoet.
Liévin Algoet, en néerlandais Lieven Algoet, connu dans la République des Lettres sous le nom latinisé de Livinus Omnibonus ou Livinus Algotius et sous le nom hellénisé de Livinus Panagathus, est un humaniste flamand, un poète latin et un famulus d'Érasme, né à Gand vers la fin du XVe siècle et mort à Ulm le 25 janvier 1547.

## Biographie
Il commença sa formation littéraire comme famulus d'Érasme dont il fut le secrétaire (amanuensis) à partir de 1519 et  durant sept années, et qu'il accompagna dans ses voyages à travers l'Europe.
Érasme favorisa ensuite sa carrière en le recommandant à Nicolas Olaus, conseiller de Marie de Hongrie régente des Pays-Bas. Il devint secrétaire de celui-là puis devint à la cour de la Régente magister des pages.
En 1546 il accompagna l'empereur Charles-Quint durant un périple dans ses territoires allemands.
Il fut nommé héraut d'armes pour le comté de Flandre.
Sous la recommandation d'Érasme, il devint greffier près la chancellerie impériale.
Algoet avait épousé Catherine Annoot (ou Hannot), une petite-fille de l'humaniste Antonius Clava.
Il publia des poésies latines.
L'empereur Charles-Quint lui conféra motu proprio des lettres de noblesse datées de Bruxelles le 10 décembre 1543 avec description latine de ses armoiries : « D'or à la croix de gueules chargée en cœur d'un écu d'argent aux trois perroquets de sinoples becqués et armés de gueules (qui est Algoet), accompagnée au chef dextre et à la pointe senestre d'une aigle monocéphale de sable tournée vers dextre chargée d'un cœur d'argent ; et accompagnée à la pointe dextre et au chef senestre d'un lion de sable armé et lampassé de gueules ».

## Publications
- Carmina diversa.
- Epitaphium pour l'impératrice Isabelle.
- Pro religione christiana res gestae in comitiis Augusti Vindelicorum habitis, Louvain, B. Gravius, 1530.